# Taharahaus (Kleinsteinach)

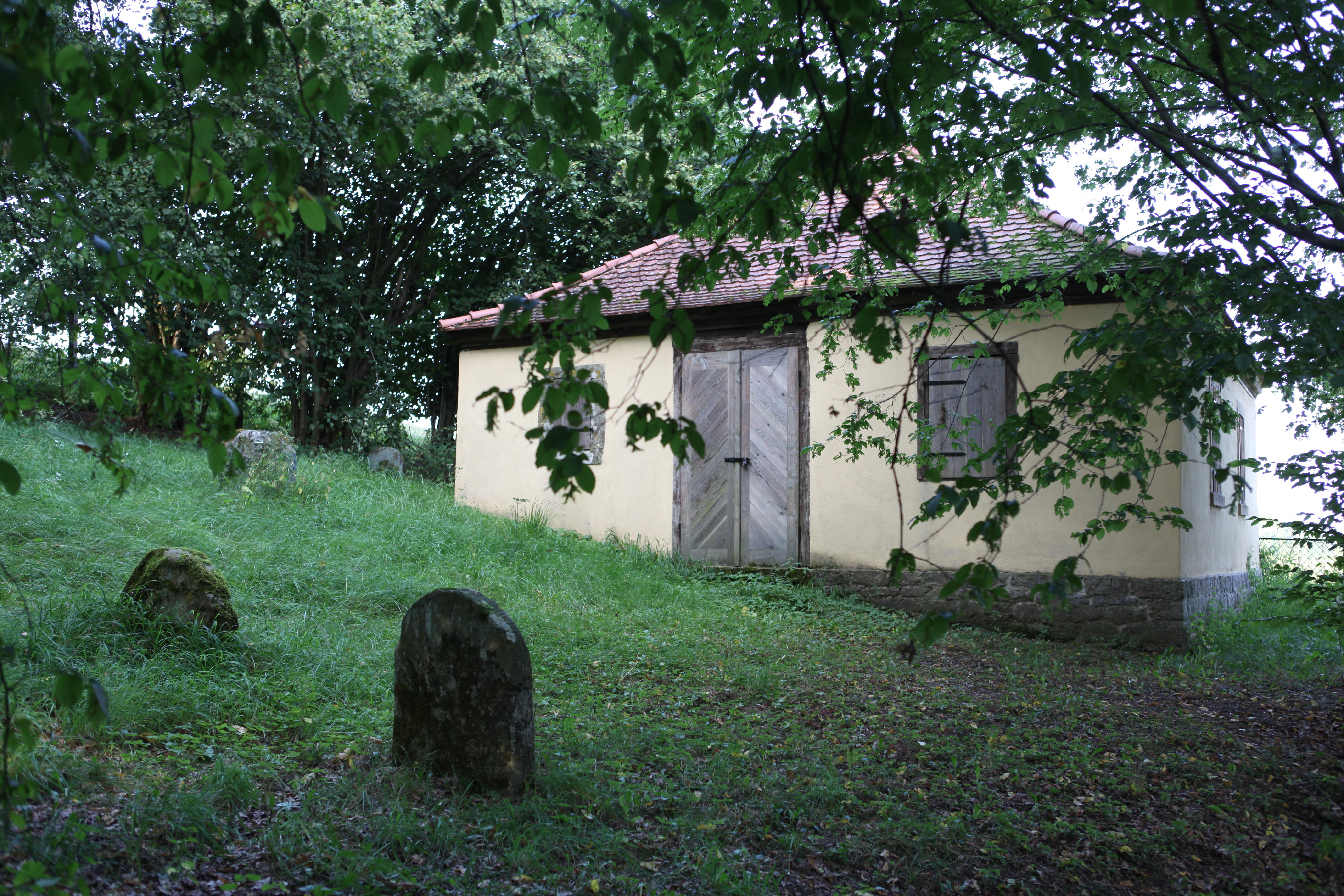
Taharahaus in Kleinsteinach

Das Taharahaus auf dem jüdischen Friedhof in Kleinsteinach, einem Ortsteil der Gemeinde Riedbach im Landkreis Haßberge (Bayern), wurde im 18. Jahrhundert errichtet. Das Taharahaus, ungefähr eineinhalb Kilometer südöstlich des Ortes, ist ein geschütztes Baudenkmal.

## Beschreibung
Das Taharahaus wurde an der südöstlichen Ecke und gleichzeitig tiefsten Punkt des ansteigenden Geländes errichtet. Der verputzte Massivbau, leicht am Hang stehend, hat im Erdgeschoss drei Räume: einen Tahararaum und zwei weitere Räume, und eine Dachkammer. Das Gebäude wird von einem flachen Pyramidendach gedeckt. Auf dem zum Gräberfeld gewandten Seite befindet sich die Tür. Die Tür und die Fenster besitzen Werksteinrahmungen.